# Johann Nepomuk Hauser
Johann Nepomuk Hauser (Kopfing im Innkreis, 24 maart 1866 - Linz, 8 februari 1927) was een Oostenrijks rooms-katholiek priester en politicus.

## Biografie
Johann Nepomuk Hauser werd op 24 maart 1866 in Kopfing im Innkreis (Opper-Oostenrijk) geboren. Hij bezocht de volksschool in Natternbach (1872-1876) en studeerde vervolgens aan het jezuïetengymnasium in Freinberg (1876-1885). Aansluitende studeerde hij aan het priesterseminarium van Linz (1885-1889). In 1889 volgde zijn priesterwijding en was hij priester-assistent in Natternbach, kapelaan in Gaflenz en sinds 3 augustus 1889 te Wels. Later was hij prelaat en consistorieraad.
Johann Hauser was van 1891 tot zijn dood in 1927 secretaris van de Oberösterreichische Volkskredit en vanaf 15 januari 1918 tevens kanselarijkdirecteur van dit instituut. Van 1893 tot 1895 was hij redacteur van het Christliche Kunstblätter ("Christelijk Kunstblad") en aansluitend redacteur van het Katholische Arbeiter-Zeitung ("Katholiek Arbeiderstijdschrift"). Sinds 1897 vervulde hij tal van bestuursfuncties binnen de Katholieke Volksvereniging. Van 1897 tot 1913 was hij penningmeester van de Katholische Pressverein en sinds 1903 was hij redacteur van de Volksvereinsboten, het orgaan van de Volksvereniging.

### Politieke carrière
Johann Hauser was lid van de Christelijk-Sociale Partij (CS) en was van 1899 tot 1927 lid van de Landdag van Opper-Oostenrijk. Van 1908 tot 1927 was hij tegelijkertijd gouverneur (Landeshauptmann) van Opper-Oostenrijk. In 1908 werd hij voor de CS in de Rijksraad (Reichsrat) van Cisleithanië. Van 3 december 1917 tot 15 oktober 1918 was hij voorzitter van de Rijksraad.
In 1918 werd hij, als opvolger van prins Aloys von Liechtenstein, voorzitter (Obmann) van de CS, wat hij tot 1920 bleef.
Op 21 oktober 1918 werd Hauser lid van de Voorlopige Nationale Vergadering van Duits-Oostenrijk en tot haar tweede voorzitter gekozen. Op 30 oktober werd Hauser tevens lid van de Staatsraad (Staatsrat), de voorlopige regering van Duits-Oostenrijk. Na de val van de Habsburgse monarchie begin november 1918 werd de Staatsraad de formele regering van de Republiek Duits-Oostenrijk. De Staatsraad bleef de regering van Duits-Oostenrijk tot 4 maart 1919.
Hauser was een gematigd politicus - voorstander van samenwerking met de sociaaldemocraten - en groot voorstander van de autonomie van de Deelstaten van Oostenrijk (Länder).
Johann Nepomuk Hauser overleed op 60-jarige leeftijd, op 8 februari 1927 te Linz, de hoofdstad van de deelstaat Opper-Oostenrijk, waarvan hij Landeshauptmann was.

## Verwijzing
1. ↑  Het Abgeordenetenhaus